# 頂山腳 (臺南市)
頂山腳，是臺灣臺南市新化區的一個傳統地域名稱，位於該區南部。相較於今日行政區，其範圍大致包括山腳里不含北勢埤北部暨臨近地區及北部邊界地帶中央偏東一小段、大坑里西南端、知義里南部邊界地帶中段、全興里南部邊界地帶東段。
本地區境內主要聚落為頂山腳、五甲四（五甲勢）。

## 歷史
台灣日治初期，頂山腳地區為一街庄，稱為「頂山腳庄」（舊制街庄），隸屬於保東里。該庄昔日北與竹仔腳庄、知母義庄為鄰，東與大坑尾庄為鄰，東南邊為崎頂庄為鄰，南邊為新埔庄、埤仔頭庄，西邊為媽祖廟庄、崙仔頂庄。
1901年（日治明治三十四年）11月11日，全台廢縣廳改設二十廳，該庄隸屬於臺南廳。1904年（明治三十七年）3月31日，該庄編入「保西區」，隸屬於臺南廳。1909年（明治四十二年）10月25日，全台合併二十廳為十二廳，保西區仍隸屬於臺南廳。1920年（大正九年）10月1日，全台地方制度大改正，廢十二廳改設五州二廳，該庄改制為「頂山腳」大字，隸屬於臺南州新化郡新化街（新制街庄）。
戰後新化街改制為新化鎮，隸屬於臺南縣，大字亦改制為里。1950年（民國39年）10月25日，雲、嘉、南分治，新化鎮仍隸屬於臺南縣。2010年（民國99年）12月25日，臺南縣、市合併為直轄臺南市，新化鎮改制為新化區。

## 聚落
本地區發展較早的聚落為頂山仔腳（頂山腳）、頂湖仔內（已消失）、五甲四（五甲勢）、後藔（已消失），在日治初期的官方地圖上已有記載。

## 交通
國道3號又稱「福爾摩沙高速公路」，是貫穿臺灣西部的兩條縱向高速公路之一，經過本地區中部略偏西。最近的交流道在北側為國道8號交會處的新化系統交流道，多利用省道台20線經國道8號的新化端交流道、國道8號、新化系統交流道銜接國道3號；在南側為省道台86線交會處暨省道台19甲線旁的關廟交流道。由此等可快速前往國道3號沿線各地。
省道台19甲線是鹽水至赤崁的幹道，經過本地區的頂山腳聚落西側。由該道路北行可前往新化區新化市區、新市區、善化區、麻豆區等地；南行可前往關廟區、高雄市阿蓮區、岡山區、梓官區等地。
區道南169線是新化至牛稠埔的道路，經過本地區頂山腳、五甲勢兩個聚落。
區道南169-1線是五甲勢至新知的道路，其南側端點（起點）位於本地區中部偏東南、五甲勢聚落的區道南169線路口。

## 公務機關
- 臺南市政府警察局新化分局知義派出所